# Número piramidal quadrado

Representação de uma pirâmide quadrangular formada por esferas.

Um número piramidal quadrado corresponde ao número de esferas que podem ser alocadas se forem dispostas de forma a formar uma pirâmide quadrangular. Se {\displaystyle n} é o número de esferas que formam o lado da base da pirâmide, então o número piramidal associado é dado por:
{\displaystyle \sum _{k=1}^{n}k^{2}={\frac {(2n+1)n(n+1)}{6}}}
Por exemplo, se uma pirâmide quadrangular for formada por {\displaystyle 4\times 4=16} esferas na base, então ela terá um total de 30 esferas, o que corresponde a:
{\displaystyle \sum _{k=1}^{4}k^{2}=1^{2}+2^{2}+3^{2}+4^{2}={\frac {(2\cdot 4+1)\cdot 4\cdot (4+1)}{6}}=30}.

## Demonstração
Mostraremos que:
{\displaystyle \sum _{k=1}^{n}k^{2}={\frac {(2n+1)n(n+1)}{6}}}.
Primeiramente, observamos que a diferença entre dois termos consecutivos deste somatório fornece:
{\displaystyle k^{2}-(k-1)^{2}=2k-1}
O que mostra que a diferença entre os quadrados de dois números naturais consecutivos é um número ímpar. Além disso, por indução na equação anterior, vemos que o quadrado de um número natural pode ser escrito como a soma de números ímpares, mais precisamente:
{\displaystyle k^{2}=\sum _{i=1}^{k}(2i-1)}.
Consideremos, então, a seguinte tabela representativa:
{\displaystyle {\begin{array}{llllllllllllllllll}1^{2}&=&1&&&&&&&&&&&&&\\2^{2}&=&1&+&3&&&&&&&&&&&\\3^{2}&=&1&+&3&+&5&&&&&&&&&\\4^{2}&=&1&+&3&+&5&+&7&&&&&&&\\5^{2}&=&1&+&3&+&5&+&7&+&9&&&&&\\\vdots &\vdots &\vdots &\vdots &\vdots &\vdots &\vdots &\vdots &\vdots &\vdots &\vdots &&&&\\n^{2}&=&1&+&3&+&5&+&7&+&9&+&\cdots &+&2n-1&\\\end{array}}}
Notemos que a primeira coluna após o símbolo de igualdade soma {\displaystyle n}, a segunda coluna soma {\displaystyle 3(n-1)}, a terceira soma {\displaystyle 5(n-2)} e assim, sucessivamente, até a última coluna que soma {\displaystyle (2n-1)\cdot 1}. Logo, vemos que:
{\displaystyle \sum _{k=1}^{n}k^{2}=\sum _{k=1}^{n}(2k-1)(n-(k-1))=\sum _{k=1}^{n}2k\left(n+{\frac {3}{2}}\right)-2k^{2}-(n+1)}.
Agora, pelas propriedades do somatório, temos:
{\displaystyle 3\sum _{k=1}^{n}k^{2}=2\left(n+{\frac {3}{2}}\right)\sum _{k=1}^{n}k-(n+1)\sum _{k=1}^{n}1}
Ora, o somatório de {\displaystyle \sum _{k=1}^{n}k} é uma progressão aritmética de razão 1, i.e. {\displaystyle \sum _{k=1}^{n}k={\frac {n(n+1)}{2}}}. Logo:
{\displaystyle 3\sum _{k=1}^{n}k^{2}=\left(n+{\frac {3}{2}}\right)n\left(n+1\right)-n\left(n+1\right)\Rightarrow \sum _{k=1}^{n}k^{2}={\frac {(2n+1)n(n+1)}{6}}}.